# Lhok Cut
Lhok Cut is een bestuurslaag in het regentschap Aceh Utara van de provincie Atjeh, Indonesië. Lhok Cut telt 407 inwoners (volkstelling 2010).